# Songs from the Underground
Songs from the Underground  (с англ. — «песни из подполья») — сборник американской рок-группы Linkin Park, вышедший в 2008 году.

## Об альбоме
Songs from the Underground представляет собой сборник песен с различных эксклюзивных для фан-клуба Linkin Park Underground мини-альбомов, выпущенный для тех, кто не состоит в данном фан-клубе. Кроме того, на сборнике присутствуют две записи с концертов тура Projekt Revolution — первой является «My December», второй — «Hunger Strike». «Hunger Strike» не была записана Linkin Park, данная песня исполнялась Крисом Корнеллом вместе с Честером Беннингтоном. Кроме того, запись песни «Crawling» при участии Криса Корнелла с элементами «Krwlng» и «Hands Held High» некоторое время была доступна для бесплатного скачивания на официальном сайте Linkin Park (позднее удалена, однако осталась на многих сайтах, посвящённых музыке).
В августе 2010 года был выпущен подобный альбом A Decade Underground, на который были записаны те же песни, что и на Songs from the Underground, к которым прибавились «Across the Line» (с LP Underground 9.0 и одного бонус-издания Minutes to Midnight) и «Pretend to Be» (с LP Underground X: Demos).

### Оригинальные альбомы
- «Announcement Service Public», «QWERTY» — LP Underground 6.0
- «And One», «Part of Me» — Hybrid Theory EP
- «Sold My Soul to Yo Mama» — LP Underground 4.0
- «Dedicated» — LP Underground 2.0

Треки «Hunger Strike», «My December (Live 2008)» и «Crawling (Live feat. Chris Cornell)» являются эксклюзивными для Songs from the Underground.

## Список композиций
| №                   | Название                                                        | Автор(ы)                                                         | Длительность |
| ------------------- | --------------------------------------------------------------- | ---------------------------------------------------------------- | ------------ |
| 1.                  | «Announcement Service Public»                                   | Linkin Park                                                      | 2:23         |
| 2.                  | «QWERTY» (Студийная версия)                                     | Linkin Park                                                      | 3:20         |
| 3.                  | «And One»                                                       | Майк Шинода, Джо Хан, Брэд Делсон, Честер Беннингтон, Роб Бурдон | 4:28         |
| 4.                  | «Sold My Soul to Yo Mama»                                       | Джо Хан, Честер Беннингтон, Майк Шинода                          | 1:56         |
| 5.                  | «Dedicated» (Демозапись 1999 года)                              | Майк Шинода, Брэд Делсон, Джо Хан, Честер Беннингтон             | 3:10         |
| 6.                  | «Hunger Strike» (Концертная запись с Projekt Revolution 2008)   | Крис Корнелл                                                     | 4:12         |
| 7.                  | «My December» (Концертная запись 2008 года)                     | Майк Шинода                                                      | 4:12         |
| 8.                  | «Part of Me» (Присутствует скрытый трек Ambient/Secret на 9:58) | Майк Шинода, Брэд Делсон, Джо Хан, Честер Беннингтон, Роб Бурдон | 12:40        |
| Общая длительность: | Общая длительность:                                             | Общая длительность:                                              | 36:45        |

| №  | Название                                                                                       | Автор(ы)    | Длительность |
| -- | ---------------------------------------------------------------------------------------------- | ----------- | ------------ |
| 9. | «Crawling» (Концертная запись с элементами Krwlng и Hands Held High, при участии Крис Корнелл) | Linkin Park | 4:50         |

## Чарты
| Чарт (2008)           | Позиция |
| --------------------- | ------- |
| U.S. Billboard 200    | 96      |
| Czech Albums Chart    | 56      |
| Swiss Music Charts    | 10      |
| German Albums Chart   | 42      |
| Japanese Albums Chart | 9       |